# 李朝龙
李朝龙（1922年—2007年8月8日），男，江苏仪征人，中华人民共和国政治人物，曾任中共浙江省委常委、浙江省公安厅厅长，中共浙江省委政法委副书记，浙江省政协副主席。